# رويال ريسينغ كلوب مونتينييه
رويال ريسينغ كلوب مونتينييه (Royal Racing Football Club Montegnée) هو نادي كرة قدم بلجيكي من سينت نيكولاس، مقاطعة لياج. آخر ظهور له كان في الدرجة الثامنة البلجيكية.

## التاريخ
تأسس الفريق عام 1915، ولعب لأول مرة في الدرجة الثانية البلجيكية عام 1923. وفي عام 1925، هبط الفريق إلى الدرجة الثالثة، لكنه عاد إلى الدرجة الثانية مرة أخرى بعد ذلك بأربعة أعوام وفاز بها. لعب الفريق حينها موسمه الوحيد في الدوري البلجيكي الدرجة الأولى وأنهى الموسم في المركز الثالث عشر (من أصل 14) وهبط. هبط الفريق من الدرجة الثانية إلى الثالثة عام 1938، ومنذ ذلك الحين، لم يعد مرة أخرى إلى أيّ من الدرجتين الأولى ولا الثانية.
حصل على الشعار الملكيّ "Royal Stamp" عام 1952، ليصبح اسمه رويال ريسينغ فوتبول كلوب مونتينييه (Royal Racing Football Club Montegnée).

## روابط خارجية
- الموقع الرسمي
- تاريخ أندية كرة القدم البلجيكية
- RSSSF Archive: 1st and 2nd division final tables